# L'arte di lasciar andare
L'arte di lasciare andare è un singolo discografico dei Baustelle,  terzo estratto da El Galactico, loro decimo album di inediti, rilasciato il 19 marzo 2025.

## Descrizione
Fortemente influenzato da sonorità folk-rock, il brano è incentrato sulla difficoltà di vivere nella società moderna ed esplora la frenesia che la caratterizza, dove gli essere umani si affannano per trovare un senso alla propria esistenza; in sintesi, la canzone riflette sulla vita e sul rapporto con la morte. A tal proposito, Francesco Bianconi ha così dichiarato:
(Francesco Bianconi intervistato per TV Sorrisi e Canzoni)
Contestualmente al rilascio del singolo, è stato pubblicato il videoclip, diretto da Gian Luca Fracassi e Pier Francesco Cari, per la produzione Borotalco.tv, girato a Fuerteventura.

## Tracce
1. L'arte di lasciare andare – 2:51 (testo: Francesco Bianconi – musica: Francesco Bianconi, Federico Nardelli, Claudio Brasini, Milo Scaglioni)